# Disciplina (BDSM)

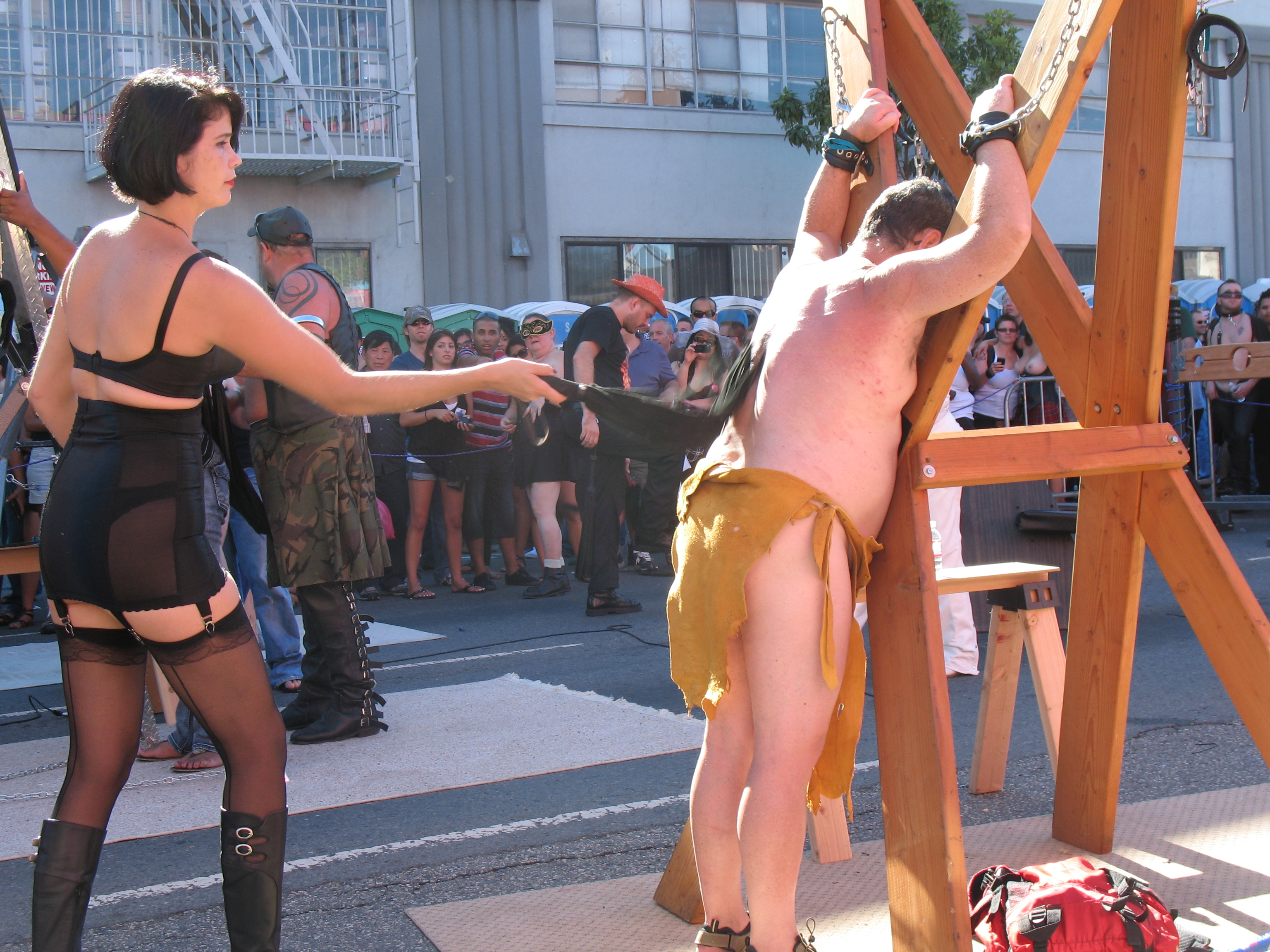
Um submisso sendo castigado em público.

Disciplina é uma prática BDSM onde a pessoa dominante aplica regras à pessoa submissa que devem ser obedecidas. Quando alguma dessas regras de comportamento esperadas são quebradas, a punição é usada como um meio de disciplinar o submisso.
No BDSM, as regras podem ser feitas para que um submisso saiba como deve se comportar, para lembrar o submisso de seu status inferior ou para treinar um submisso novato. Quando as regras são violadas, a punição pode vir como física (como o spanking), psicológica (como humilhação pública) ou uma combinação de ambos (através do bondage, por exemplo).
As punições não devem ser confundidas com o sadomasoquismo. O sadomasoquismo envolve aplicar/receber dor por pura satisfação das pessoas que estão nos papeis de dominadora e submissa. Enquanto as punições da disciplina são respostas a violações de regras predeterminadas. E a disciplina também pode envolver recompensas ao submisso por bom comportamento.
Brat é um termo utilizado dentro do BDSM para designar um submisso que gosta de desafiar, provocar ou desobedecer propositalmente a pessoa dominante com a intenção de ser castigado e disciplinado. Brat tamer é o nome dado para pessoas dominantes que gostam de se relacionar com submissos do tipo brat.